# Ulrikke Brandstorp
Ulrikke Brandstorp, mer känd som Ulrikke, född 13 juli 1995 i Sarpsborg, är en norsk sångerska, låtskrivare och musikalartist. Hon deltog i den norska versionen av Idol år 2013 och deltog även två år senare i den norska versionen av The Voice. 2018 deltog hon i Stjernekamp på NRK där hon slutade på en andraplats. Hon spelade även rollen som Liesl i musikalen Sound of Music på Folketeateret i Oslo under 2019. Hon har även medverkat i flera musikaler, däribland Pippi Långstrump som barn.
Brandstorp har deltagit i Melodi Grand Prix två gånger, första gången 2017 med låten "Places" och andra gången 2020 med låten "Attention", vilken hon vann tävlingen med och därmed var tänkt att representera Norge i Eurovision Song Contest 2020 i Rotterdam. Dock blev tävlingen inställd den 18 mars 2020 på grund av coronaviruspandemin.